# Ráchel (jméno)
Ráchel (někdy také v anglické podobě Rachel nebo Raquel) je ženské rodné jméno hebrejského původu. Ráchel (hebrejsky רחל‎, doslova „ovce“) byla druhá žena patriarchy Jákoba a pramatka tří kmenů Izraele (Manases, Efrajim a Benjamín). První zmínka o ní je v biblické knize Genesis. Byla dcerou Lábana a mladší sestrou Ley, Jákobovy první ženy. Její hrob je podle tradice u Betléma.

## Skutečné Rachel
- Rachel Bilsonová – americká herečka
- Rachel Blakelyová – australská herečka
- Rachel Bluwsteinová – hebrejská básnířka
- Rachel Carsonová – americká spisovatelka
- Rachel Hunterová – novozélandská herečka
- Rachel Hurd-Woodová – britská herečka
- Rachael Leigh Cooková – americká herečka
- Rachel Luttrellová – tanzansko-kanadská herečka
- Rachel Maddow – americká politička
- Rachel McAdamsová – americká herečka
- Rachel Stevensová – britská zpěvačka
- Rachel Weiszová – britská herečka maďarsko-rakouského původu
- Raquel Welchová – americká herečka
- Evan Rachael Woodová – americká herečka
- Élisa Rachel Félix - francouzská herečka

## Fiktivní Rachel
- Rachel Berry – postava z amerického seriálu Glee
- Rachel Greenová – postava z amerického seriálu Přátelé.
- Rachel Bradley – postava z britského seriálu Šest v tom.
- Rachel Greene – postava z amerického seriálu Pohotovost
- Rachel Watson – postava amerického filmu Dívka ve vlaku podle stejnojmenné knihy Pauly Hawkins.
- Rachel Dawn Amber – postava z videoherní série Life is Strange
- Rachel Keller – postava z filmu Kruh

## Jiný význam
- Rachel, Rachel – americký dramatický film z roku 1968
- Ráchel – biblická, starozákonní postava
- Rašl - pletací stroj (nazvaný podle herečky Élisy Rachel Félix)